# Erich Frommpriset

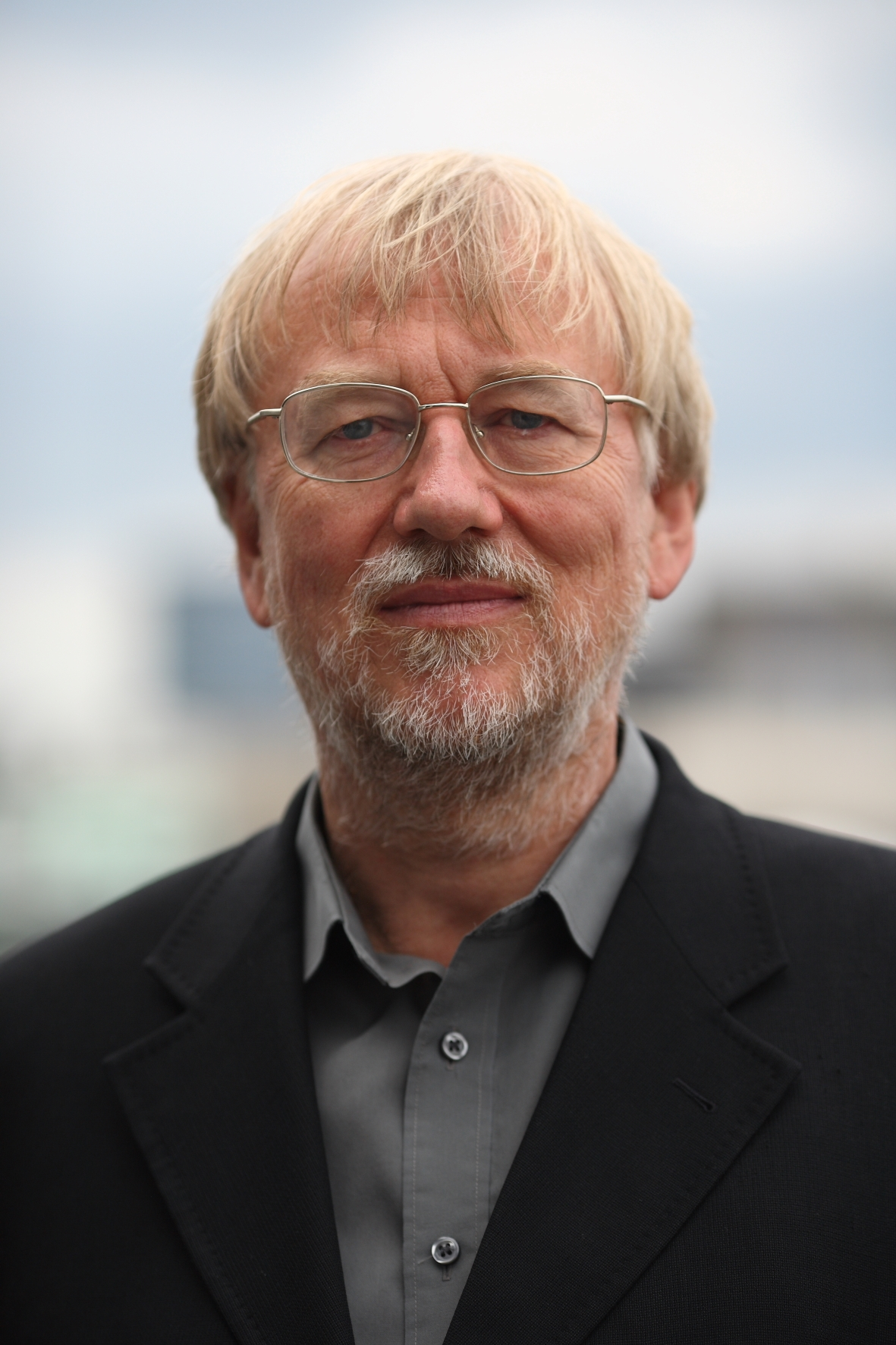
Jakob von Uexkull, pristagare 2008

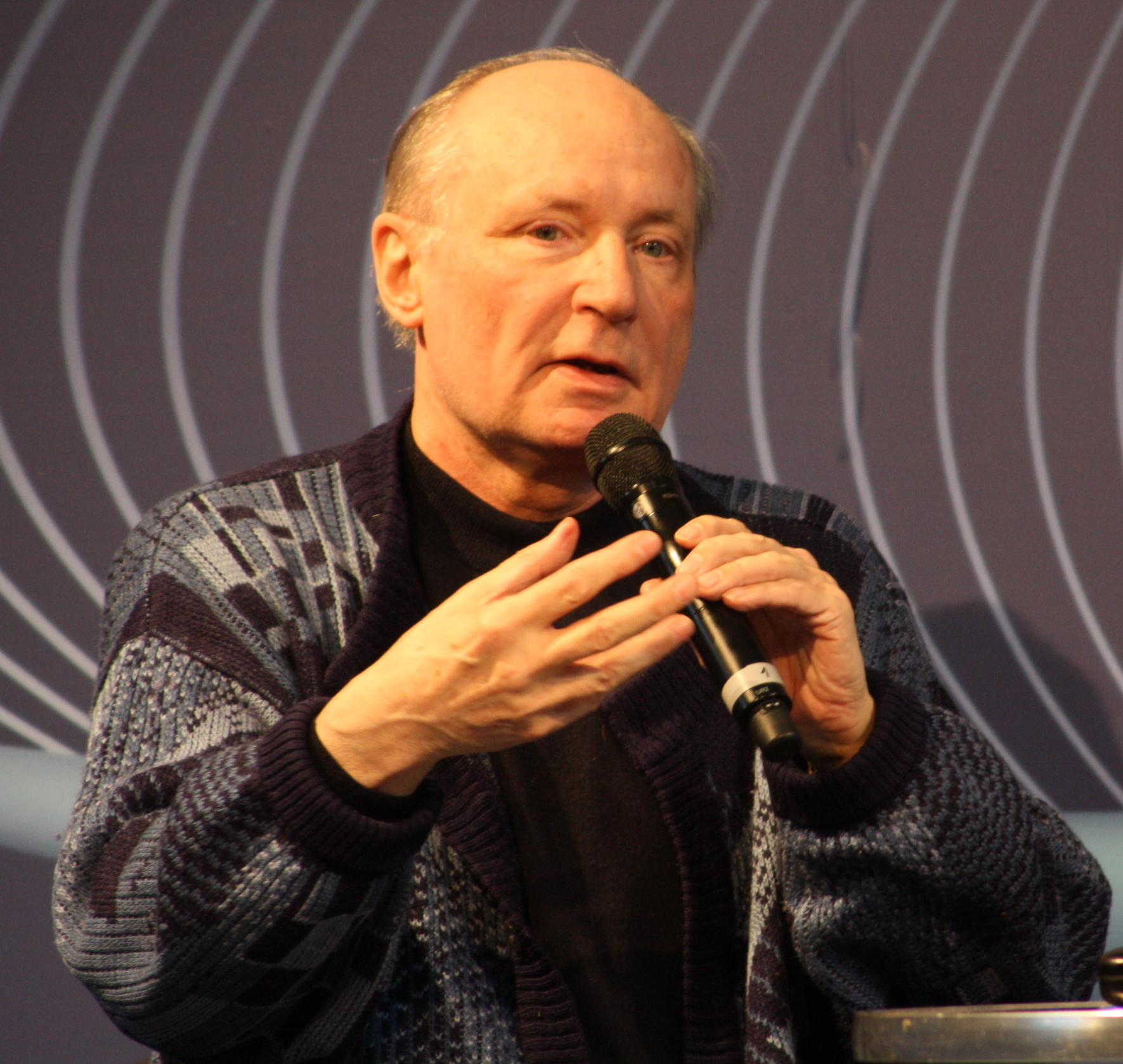
Eugen Drewermann, pristagare 2007

Erich Frommpriset är ett tyskt pris för insatser inom humaniora i Erich Fromms anda, som delats ut årligen sedan 1995 av Internationalen Erich-Fromm-Gesellschaft.
Priset är på 10 000 euro.

## Pristagare
- 1995 Duchovny Parlament i Bratislava
- 1996 Seminario psicoanalitico i Mexico City och Institutionen för germanistik på Pécs universitet
- 1997 ingen utdelning
- 1998 Rainer J. Klaus, 
Svante Lundgren och Martina Parge
- 1999 Jan M. Böhm och Claudia Hoock
- 2000 Kevin Anderson, Richard Quinney och Bruno Osuch
- 2001 Gerd Meyer
- 2002 ingen utdelning
- 2003 ingen utdelning
- 2004 William Watson och Hamid Lechhab
- 2005 ingen utdelning
- 2006 Hans Leyendecker och Heribert Prantl
- 2007 Eugen Drewermann och Konstatin Wecker
- 2008 Jakob von Uexkull
- 2009 Gerhard Baum
- 2010 Noam Chomsky
- 2011 Anne-Sophie Mutter
- 2012 Georg Schramm[1]
- 2013 Gesine Schwan[2]
- 2014 Dirk Schümer[3]
- 2015 Götz Werner[4]
- 2016 Christel och John Neudeck[5]
- 2017 John Neumeier[6]
- 2018 Hartmut Rosa[7]